# Ichthyoxenus hsiakowensis
Ichthyoxenus hsiakowensis är en kräftdjursart som beskrevs av Yu 1935. Ichthyoxenus hsiakowensis ingår i släktet Ichthyoxenus och familjen Cymothoidae. Inga underarter finns listade i Catalogue of Life.